# NGC 1386
NGC 1386 هي مجرة تتبع كوكبة النهر. اكتشفها يوهان فريدريش يوليوس شميدت في 1865.

## روابط خارجية
- NGC 1386 على موقع ويكي سكاي: DSS2, SDSS, GALEX, IRAS, Hydrogen α, X-Ray, Astrophoto, Sky Map, Articles and images